# Chariaspilates
Chariaspilates là một chi bướm đêm thuộc họ Geometridae.

## Các loài
- Chariaspilates formosaria (Eversmann, 1837)